# Alergare

Alergare

Alergarea este o metodă de locomoție terestră ce permite oamenilor și altor animale să se deplaseze rapid pe jos. Alergarea este un tip de mers caracterizat printr-o fază aeriană în care toate picioarele se află desprinse de sol (deși există și excepții ). Acest lucru este în contrast cu mersul, în care un picior este mereu în contact cu solul, picioarele sunt ținute cel mai adesea drepte, iar Centrul de masă este boltit peste piciorul în repaus sau ale picioarelor animalelor în modul de pendul inversat.
O trăsătură specifică a unui corp în alergare din punct de vedere al mecanicii masă-resort este faptul că schimbările în energia cinetică și potențială în cadrul unui pas au loc simultan, cu stocarea energiei realizată prin tendoanele elastice și elasticitatea musculară pasivă. Termenul alergere se poate referi la orice  varietate de viteze, de la alergare ușoară (jogging) la sprint.
Se presupune că strămoșii oamenilor au dezvoltat abilitatea de a alerga pe distanțe lungi, în urmă cu aproximativ 2,6 milioane de ani, probabil, în scopul de a vâna animale. Alergarea competițională a luat naștere din festivaluri religioase, ce aveau loc în diferite regiuni. Dovezi ale competițiilor de alergare datează încă din vremea Jocurilor Tailtienne din Irlanda în 1829 î.Hr., în timp ce datările primelor Jocuri Olimpice indică anul 776 î.Hr. Alergarea este descrisă ca fiind cel mai accesibil sport din lume.

## Istoric

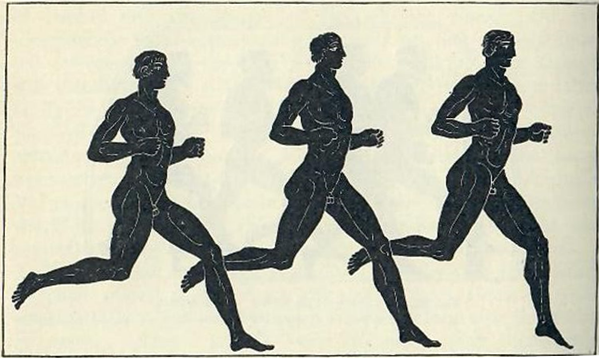
Alergători pe o amforă antică

Se crede că alergarea umană a evoluat cu cel puțin patru milioane și jumătatede ani în urmă din capacitatea Australopitecului, un strămoș timpuriu al oamenilor, de a merge în poziție verticală pe două picioare.
Teoria propusă consideră evoluția alergării cel mai probabil datorânduse dezvoltării umane timpurii ca alergători de anduranță, din practicarea vânătorii persistente a animalelor, activitatea de urmărire a acestora până când pradă devenea prea epuizată să mai fugă, cedând "miopatiei goanei"(Sears 2001), și că, caracteristicile umane, cum ar fi ligamentele nucale, glandele sudoripare abundente, tendonul lui Ahile, articulațiile mari ale genunchiului si mușchii fesieri mari, au fost modificări cauzate de acest tip de activitate (Bramble & Lieberman 2004, și colab.). Teoria mai întâi a propus utilizarea dovezilor fiziologice comparative și a obiceiurilor naturale ale animalelor atunci când aleargă, indicând probabilitatea acestei activități ca metodă de vânătoare de succes. Dovezile suplimentare de la observarea practicilor de vânătoare moderne au indicat, de asemenea, această probabilitate (Carrier și colab., 1984).
 Potrivit lui Sears (p. 12) investigația științifică (Walker & Leakey 1993) a scheletului Nariokotome a furnizat dovezi suplimentare pentru teoria lui Carrier.
Alergarea competițională a luat naștere din festivaluri religioase, în diferite zone, cum ar fi Grecia, Egipt, Asia și Falia Est-Africană în Africa. Jocurile Tailtienne, un festival sportiv irlandez în onoarea zeiței Tailtiu, datează cu anul 1829 î.Hr., și este considerat una dintre cele mai vechi înregistrări ale alergării competitive. Originile Jocurile olimpice antice și alergarile de maraton sunt învăluite de mituri și legende, deși primele jocuri înregistrate au avut loc în 776 î.en. Alergarea în Grecia Antică duce până în anul 776 î.Hr. în cadrul acestor jocuri.
„...bănuiesc că soarele, luna, pământul, stelele și cerul, care sunt încă Zeii multor barbari, au fost singurii Zei cunoscuți elenilor aborigeni. Văzând că aceștea erau mereu în mișcare, în alergare, datorită naturii lor alergătoare, ei au fost numiți Zei sau alergători (Theous, Theontas)...”—Socrate in Plato - Cratylus 

## Probe de atletism

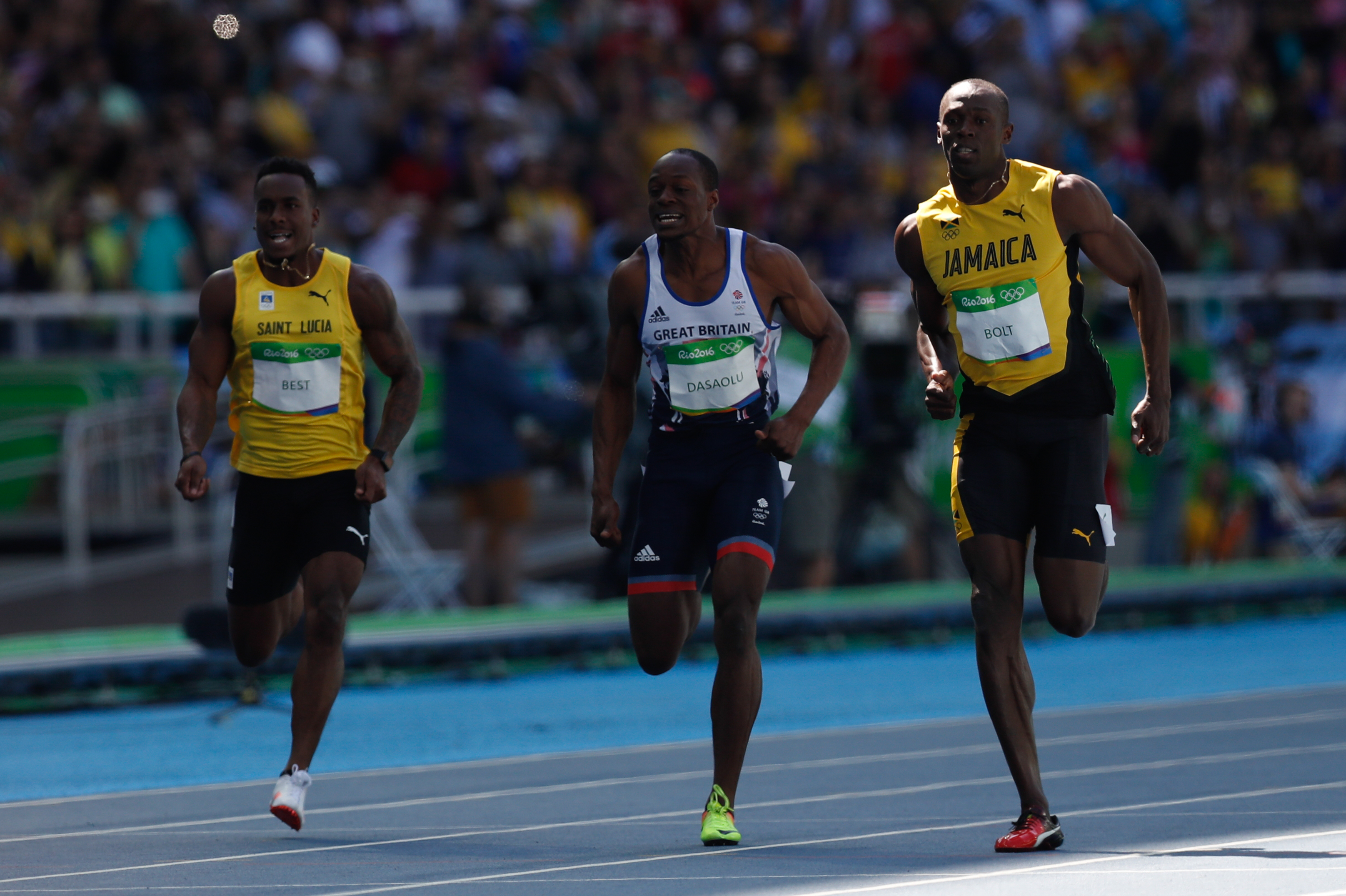
Finala de 100 m la JO 2016

Alergarea este o probă atletică pe anumite distanțe, ea poate să fie alergare liberă sau cu obstacole (garduri). Alergarea are loc pe distanțe mici ca 100, 200 și 400 m, pe distanțe medii ca 800, 1.500 m, sau pe distanțe mari, ca 3.000, 5.000, 10.000 m, semimaraton și maraton.

## Elemente ale unei tehnici bune de alergare

### Postura verticală și o ușoară aplecare în față

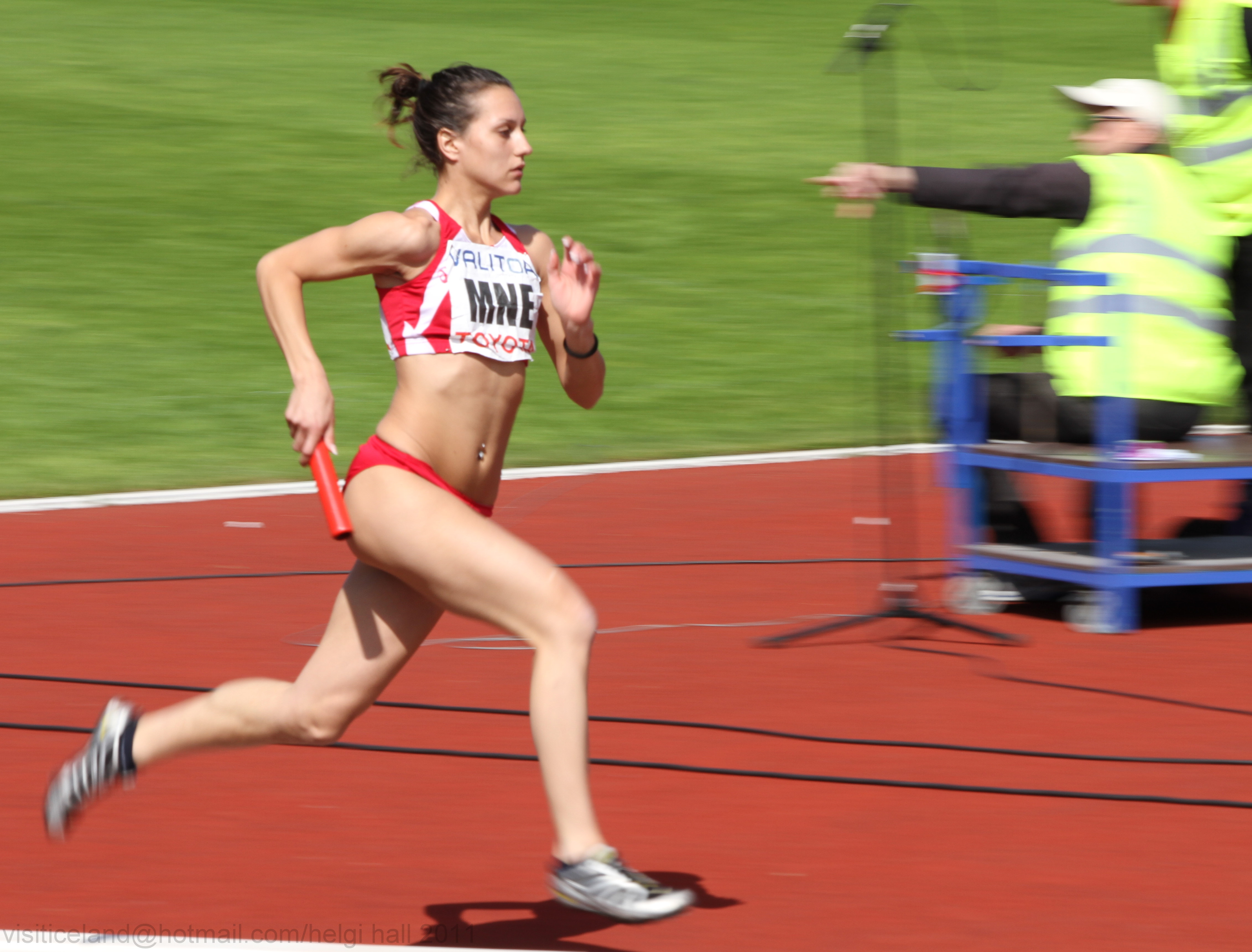
O alergătoare

Aplecarea înainte a alergătorului plasează centrul său de greutate pe partea din față a piciorului, astfel evitând aterizare pe călcâi și facilitarea utilizării mecanismului de arcuire a piciorului. De asemenea, îi ușurează alergătorului evitarea aterizării piciorului în fața centrului de greutate și efectul de frânare ce ar rezulta. În timp ce postura verticală este esențială, un alergător ar trebui să-și mențină și o postură relaxată și își folosească centrul (muschii abdominali și muschii spatelui din zona lombară ce formează acel nucleu/centru) său pentru a-și menține poziția verticală și stabilă. Acest lucru ajută la prevenirea accidentărilor, atâta timp cât corpul nu este rigid și tensionat. Cele mai frecvente greșeli de alergare sunt înclinarea bărbiei în sus și înghesuirea umerilor.

### Tipurile și ritmul pasului
Fiziologii sportivi au constatat că ritmurile pașilor sunt extrem de consistente printre alergătorii profesioniști, între 185 și 200 de pași pe minut. Principala diferență între alergătorii de anduranță și cei de distanțe scurte este mai degrabă lungimea pasului decât ritmul acestuia.
În timpul alergării, viteza cu care se deplasează alergatorul poate fi calculată prin înmulțirea cadenței (pași pe secundă) la lungimea pasului. Alergarea este adesea măsurată din punct de vedere al ritmului, în minute pe kilometru sau milă. Ritmul pasului rapid coincide cu ritmul cu care alergătorul își ridică brațele. Cu cât alergătorul își ridică brațele mai repede, deplasându-le în sus și în jos, paralel cu corpul, cu atât mai rapid este ritmul pasului. Diferitele tipuri de pași sunt necesari pentru diferite tipuri de alergare. Când sprintează, alergătorii rămân pe degetele de la picioare aducându-și picioarele în sus, folosind pași mai scurți și mai rapizi. Alergători pe distanțe lungi îm schimb tind să aibă pași mai relaxați.

## Accidentări în alergare
Din cauza naturii sale de impact crescut, în alergare se întâlnesc și multe accidentări. Modificarea volumului de alergare poate duce la dezvoltarea durerilor sindromului patellofemural, sindromului de bandeleta iliotibială, tendinopatiei rotulei, sindromului plicii și sindromului stresului medial tibial. Schimbarea ritmului de alergare poate provoca tendinita ahileană, leziuni ale mușchilor gastrocnemiene și fasciita plantară. Stresul repetitiv pe aceleași țesuturi fără suficient timp pentru recuperare sau alergarea intr-o formă necorespunzătoare poate duce la multe accidentări dintre cele menționate mai sus. Alergătorii încerca, în general, să minimalizeze aceste leziuni prin incălzirea înainte de antrenament, concentrarea pe o formă adecvată de alergare, efectuarea de exerciții de forță, diete echilibrate, acordarea de timp suficient pentru recuperare, și "înghețare" (aplicarea de gheață pe mușchii inflamați sau băi de gheață).
O altă leziune comună, asociată cu alergarea, este frecarea, cauzată de frecarea repetitivă dintr-o zonă de piele față de alta sau față de un articol de îmbrăcăminte. O zonă comună unde apare frecarea sunt coapsele superioare ale alergătorului. Pielea devine aspră și are un aspect asemănător eruptiilor cutanate. Sunt disponibile o varietate de deodorante și creme speciale anti-frecarea pentru a trata astfel de probleme. De asemenea, frecarea poate apărea și pe mamelon.
Pentru unii alergători suprafețele artificiale dure precum cele din beton sau asfalt pot cauza diferite accidentări. Problema alergării pe aceste suprafețe dure este faptul că organismul se adaptează la această suprafață plană în timpul alergării, iar unii dintre muschii vor deveni mai slabi, împreună cu impactul adăugat de alergarea pe o suprafață mai mai dură. Prin urmare, se recomandă schimbarea ocazională a terenului pe care se aleargă, cum ar fi cărări de pădure sau montane, plajă sau alergarea pe iarbă. Acest tip de teren este mai puțin stabil și astfel permite picioarelor să solicite și prin urmare să întăreasca diferiți mușchi. Alergătorii însă trebuie să fie precauți în a nu își răsuci gleznele pe un astfel de teren, o accidentare destul de frecventă. Alergarea în pantă crește, de asemenea, stresul asupra genunchilor și, prin urmare, trebuie evitată. Reducerea frecvenței și duratei poate preveni, de asemenea, accidentarea.
Alergarea desculț a fost promovată cu scopul de a reduce accidentările asociate cu alergarea, dar acest lucru rămâne încă controversat și o majoritate de profesioniști susțin purtarea de pantofi corespunzători ca cea mai bună metodă de evitare a accidentărilor.

## Beneficiile alergării
În timp ce există un potențial de accidentare în timpul alergării (la fel ca și în orice alt sport), există și multe beneficii. Unele dintre aceste beneficii include reducerea în greutate, îmbunătățirea sănătății sistemului cardiovascular și respirator (reducerea riscului de boli cardiovasculare și respiratorii), îmbunătățirea tonusului cardiovascular, reducerea colesterolului total din sânge, întărirea oaselor (și un potențial de creștere a  densității oaselor) posibila consolidare a sistemului imunitar și o îmbunătățire a stimei de sine și stării emoționale. Alergarea, la fel ca toate formele de exerciții fizice regulate, poate în mod eficient încetini sau inverseze efectele îmbătrânirii.
Alergarea poate ajuta oamenii în a pierde din greutate, să rămână în formă și să își îmbunătățească tonusul corpului. Alergare de asemenea crește metabolismul. Diferitele viteze și distanțe de alergaee sunt potrivite pentru diferite niveluri individuale de sănătate și fitness. Pentru alergătorii  începători, este nevoie de timp pentru a ajunge în formă. Cheia este consecvență și creșterea lentă a vitezei și a distanței. În timpul alergării cel mai bine este să se acorde atenție stării corpului. În cazul în care un alergător gâfâie sau se simte epuizat în timp ce aleargă, ar fi mai benefic să încetinească sau să încerce o distanță mai scurtă timp de câteva săptămâni. Iar în cazul în care un alergător simte că ritmul sau distanța nu mai reprezintă o provocare, atunci se poate trece la accelerare sau alergări pe distanțe mai mari.
Alergarea poate avea și beneficii psihologice, fiind mulți alergători care declară că simt o stare de entuziasm, euforică.
Alergarea este adesea recomandată drept metodă terapeutică pentru oamenii cu depresie clinică și cei ce se luptă cu dependențele. Un posibil beneficiu poate fi și plăcerea de a fi în natură și admirarea peisajelor, ceea ce de asemenea îmbunătățește bunăstarea psihologică.
La animale, alergarea a demonstrat o creștere a numărului de neuroni nou-nascuti în creier. Aceasta constatare ar putea avea implicații semnificative în procesul de îmbătrânire, precum și cel de învățare și de memorie.
Într-o cantitate optimă de exerciții aerobice energice, cum ar fi alergarea, s-ar putea obține avantaje legate de scăderea riscului de boli cardiovasculare sau evoluția acestora și prelungirea duratei de viață, trebuie însă remarcat faptul că într-o doză excesivă, fără a se ține cont de semnalele trimise de corp și o monitorizare a efortului susținut, acestea ar putea avea un efect opus asociat cu cardiotoxicitatea.